# Ralph Towner
Ralph Towner (Chehalis (Washington), 1 maart 1940) is een Amerikaans multi-instrumentalist. Hij bespeelt gitaar, piano en andere toetsinstrumenten, percussie en trompet. De nadruk ligt echter op gitaar.

## Biografie
Towner werd geboren in een muzikaal gezin, vader is een trompettist, moeder een pianolerares. Towner begon daarom al vroeg op driejarige leeftijd te musiceren, achter de piano. Even later nam hij ook de trompet ter hand. De gitaar is dan nog ver weg. Toen hij studeerde aan de Universiteit van Oregon begon zijn gitaarstudie; hij studeerde compositie bij de klassiek geschoolde Homer Keller. Op het eind van de jaren 60 vertrok Towner naar New York en kwam in de jazzbeweging terecht, eerst nog als pianist. Zijn belangrijkste voorbeeld was toen Bill Evans. Langzaamaan stapte hij toen over naar de gitaar en ging in ensembles spelen met fluitist Jeremy Steig, bassist Eddie Gomez, Marc Johnson, Gary Peacock en drummer Jack DeJohnette. Een aantal daarvan had ook met Evans gespeeld. Een vastere basis leverde de muziekgroep Winter Consort met Paul Winter op. Echter niet voor lang, hij richtte samen met Paul McCandless, Glen Moore en Collin Walcott in 1970 Oregon op, een gezelschap dat jazz probeerde te mengen met folk, avant-gardemuziek en Indiase muziek, gecombineerd met improvisatie. Als soloartiest trad Towner toe tot de ECM-stal van Manfred Eicher, er bleef langdurig contract. Een uitstapje is zijn bijdrage aan I sing the body electric van Weather Report (1972).
Towner speelt bij voorkeur akoestisch gitaar - de versterker laat hij meestal links liggen. Het resultaat is dat zijn muziek over het algemeen vrij rustig is qua dynamiek. Desalniettemin kan zijn spel temperamentvol zijn en zelfs percussief. Hij verzamelde dan ook voornamelijk musici om zich heen die dezelfde voorliefde hadden voor akoestische muziek. Een andere techniek die Towner veel gebruikt is dubbing, zodat hij meerdere stemmen in zijn eentje over elkaar kan opnemen. Een voorbeeld is zijn album Diary uit 1974, waarin Towner zowel de gitaar als de piano bespeelt.Dan ook gaat hij synthesizers gebruiken, doch piano en andere toetsinstrumenten verdwenen langzaam naar de achtergrond. Hij speelde met de andere grote "sterren" van ECM Records samen op diverse albums, Keith Jarrett, Egberto Gismonti en Jan Garbarek schakelden hem in.

## Discografie
- 1972: Trios / Solos met Glen Moore (ECM, 1973)
- 1973: Diary (ECM, 1973)
- 1974: Solstice (ECM, 1975)
- 1975: Matchbook met Gary Burton (ECM, 1975)
- 1976: Sargasso Sea met John Abercrombie (ECM, 1976)
- 1977: Solstice/Sound and Shadows met Jan Garbarek, Eberhard Weber en Jon Christensen (ECM, 1977)
- 1978: Batik (ECM, 1978)
- 1979: Old Friends, New Friends (ECM, 1979)
- 1979: Solo Concert (ECM, 1980) – live
- 1981: Five Years Later met John Abercrombie (ECM, 1982)
- 1982: Blue Sun (ECM, 1983)
- 1985: Slide Show met Gary Burton (ECM, 1986)
- 1988: City of Eyes (ECM, 1989)
- 1991–92: Open Letter (ECM, 1992)
- 1988–92: If You Look Far Enough met Arild Andersen en Nana Vasconcelos (ECM, 1993)
- 1993: Oracle met Gary Peacock (ECM, 1994)
- 1995: A Closer View met Gary Peacock (ECM, 1998)
- 1996: Lost and Found (ECM, 1996)
- 1995: Ana (ECM, 1997)
- 2000: Verso met Maria Pia De Vito (Provocateur, 2000)
- 2000: Anthem (ECM, 2001)
- 2005: Time Line (ECM, 2006)
- 2007: From A Dream met Wolfgang Muthspiel en Slava Grigoryan (Material Records, 2008)
- 2008: Chiaroscuro (ECM, 2009)
- 2012: Travel Guide met Wolfgang Muthspiel en Slava Grigoryan (ECM, 2013)
- 2016: My Foolish Heart (ECM, 2017)
- 2023: At First Light (ECM, 2023)